# Émeutes de 2019 à Grenoble
Les émeutes de 2019 à Grenoble désignent les violences urbaines survenues dans cette ville entre le 2 et le 6 mars 2019, consécutivement à la mort de deux adolescents montés sur un scooter, entrés en collision avec un autobus alors qu'ils étaient poursuivis par une patrouille de police.
Les violences ont principalement lieu dans le quartier Mistral, d'où étaient originaires les deux victimes et qui est situé à moins d'un kilomètre du pont de Catane où s'est déroulé le drame. Ces émeutes qui se déroulent durant la vague d'incendies criminels à Grenoble n'ont aucun lien avec ceux-ci et sont caractérisées par l'utilisation de projectiles incendiaires et de pierres entreposées sur les toits des tours, le tout lors d'embuscades violentes et planifiées.

## Contexte
Les deux victimes Adam et Fatih circulaient samedi 2 mars vers 23 h sur un scooter volé de grosse cylindrée sans porter de casque. Se sachant suivis par la police, ils décident de doubler un autobus par la droite alors que le chauffeur de ce véhicule, ayant aperçu des gyrophares dans son rétroviseur, décide de se serrer sur la droite, pensant laisser la place à une course poursuite. Âgés de 17 et 19 ans, les deux passagers du scooter sont tués, serrés contre le trottoir de grande hauteur du pont de Catane,.
Dans les heures qui suivent, des scènes d'émeutes éclatent dans le quartier Mistral, mais également dans d'autres quartiers de Grenoble, d'Échirolles et de Saint-Martin-le-Vinoux. De nombreux véhicules et poubelles sont incendiés mais l'une des premières cibles est une caserne de CRS située avenue Rhin-et-Danube, à proximité du quartier Mistral. Une centaine de jeunes tentent de s'en rapprocher, lançant des cocktails Molotov et obligeant les fonctionnaires à avoir recours massivement à des grenades lacrymogènes et à des tirs de lanceur de balle de défense. À une centaine de mètres, deux voitures stationnées le long d'une façade dans une copropriété sécurisée sont incendiées, noircissant la façade jusqu'au 4e étage. Les pompiers, qui organisent un centre de secours « crise », sont appelés et pris pour cible. Le retour au calme se fait vers 4 heures du matin.

## Poursuites des émeutes
Le lendemain, dimanche 3 mars, le procureur de la République et la directrice départementale de la Sécurité publique de l'Isère reçoivent les familles avant de faire une conférence presse. Les nuits suivantes voient des incendies de véhicules similaires, dont 65 voitures brûlées durant la seule nuit du 3 au 4 mars selon les autorités. Le lundi 4 mars, le hall de l’Institut de formation sanitaire et sociale est incendié. Le soir, dans une situation extrêmement tendue au cours des affrontements entre jeunes et policiers, un feu d'artifice est tiré depuis un parking. Durant la nuit du mardi 5 mars, les autorités utilisent un hélicoptère pour surveiller la ville. 
Avec de nombreux appels au calme de la part des familles et du préfet, un calme relatif semble être rétabli pour une marche blanche organisée le mercredi 6 mars et réunissant plus de 1 500 personnes. 
Mais les violences se poursuivent les deux nuits suivantes puisque, dans la nuit du 6 au 7 mars, les forces de l'ordre sont attaquées avec des cocktails Molotov, des boules de pétanque et des pierres, lancés depuis les toits des immeubles, tandis que des voitures sont retournées et incendiées sur l'avenue Rhin-et-Danube. Un immeuble de bureaux est ravagé par le feu dans la rue Anatole-France, provoquant la mise au chômage d'une centaine de salariés. Un homme, arrêté en flagrant délit de violence, est jugé le 6 mars et condamné à huit mois de prison ferme.

## Réactions
Lors des manifestations du mouvement des Gilets jaunes du samedi 9 mars, Éric Drouet fait part de son soutien aux familles des deux jeunes tués.
Le 11 mars, Laurent Wauquiez se déplace dans les locaux incendiés du centre de formation sanitaire et sociale et appelle le gouvernement à rétablir l'ordre,.
Le 12 mars, l'essayiste Anne-Sophie Chazaud dénonce dans un article du Figaro la différence existant entre la répression policière contre le mouvement des Gilets jaunes et la réaction de l'Etat aux émeutes de Grenoble qui n'a entraîné que deux interpellations.